# Ратуша (Оберхаузен)

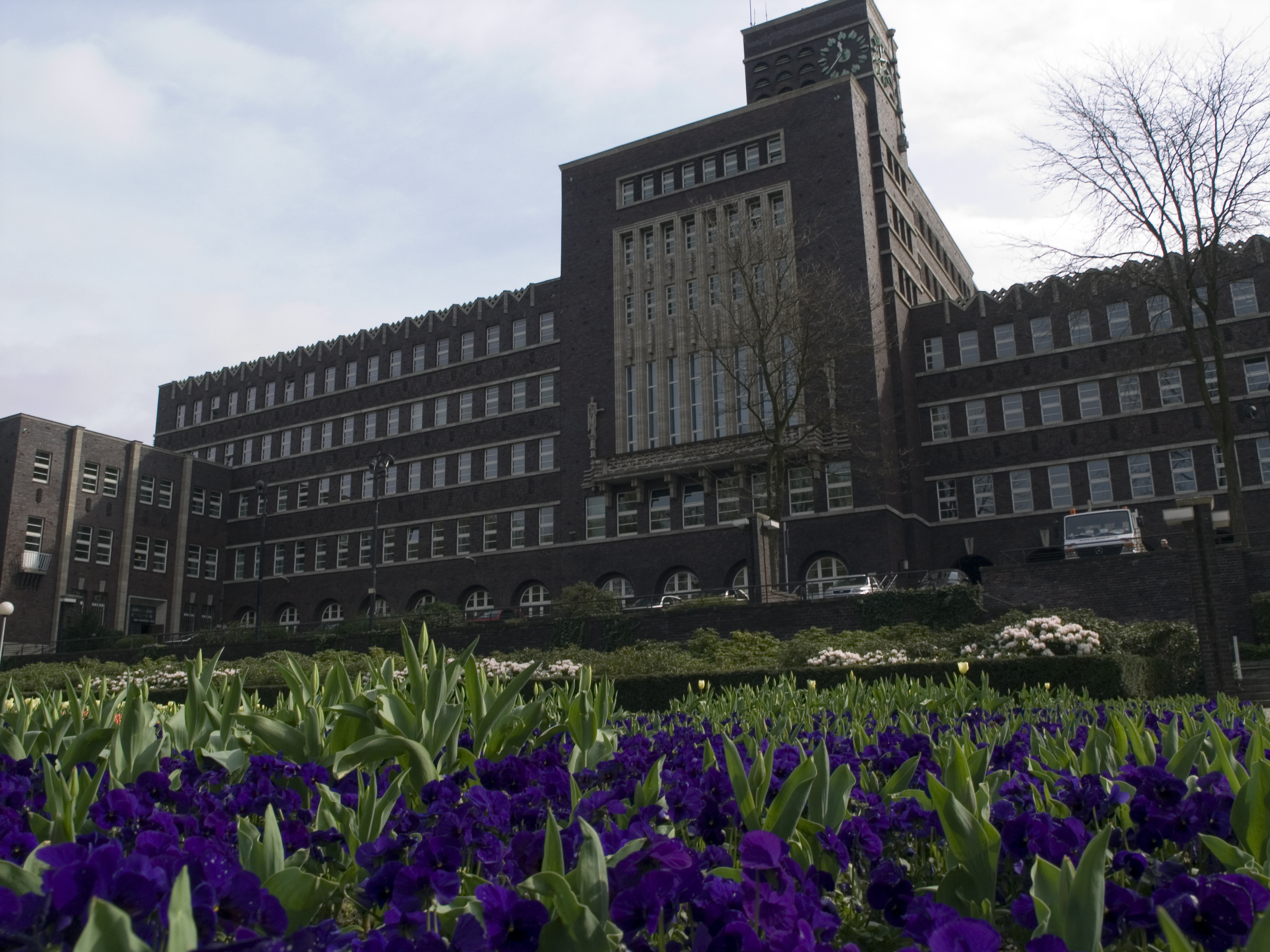
Западный фасад

Ратуша Оберхаузена (нем. Rathaus (Oberhausen)) — здание городского управления города Оберхаузен (федеральная земля Северный Рейн — Вестфалия).

Канцелярия бургомистра города Оберхаузен была образована 1 февраля 1862 года на заседании Дуйсбургского ландрата. Имя Оберхаузен город получает по названию одноименного замка Замок Оберхаузен на берегу реки Эмшер. В 1873—1874 годах на улице Schwartzstraße сооружается здание первой ратуши города. Вскоре это здание перестало удовлетворять потребностям быстро растущего города и уже в начале XX века было принято решение о строительстве нового здания поблизости от старой ратуши, которое бы соответствовало заявленному плану застройки города «Город-парк».

В 1910 году был объявлен конкурс на лучший проект здания ратуши, который выиграл архитектор Фридрих Пюцер. В 1911 году по этому проекту начинает сооружаться здание на пересечении улиц Grillostraße и Schwartzstraße (сейчас в этом здании находится сберегательная касса). Однако, осуществиться планам по переносу в это здание служб городского управления помешала первая мировая война, во время которой строительные работы практически остановились. В 1922 году умирает Пюцер и строительство прекращается полностью. Появляется даже предложение о расширении здания старой ратуши вместо строительства нового.

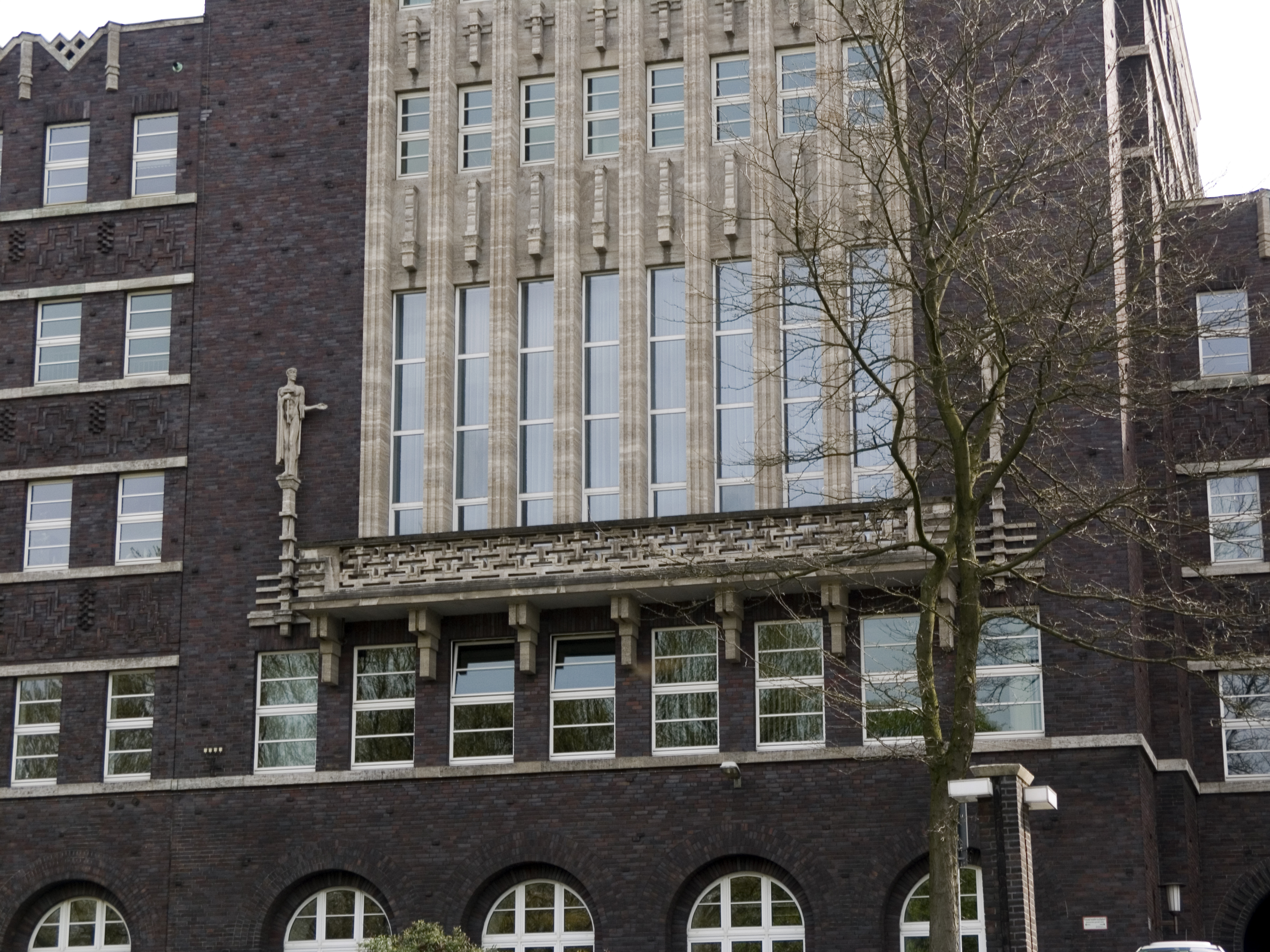
Фрагмент ризалита западного фасада со скульптурами Адама Антеса

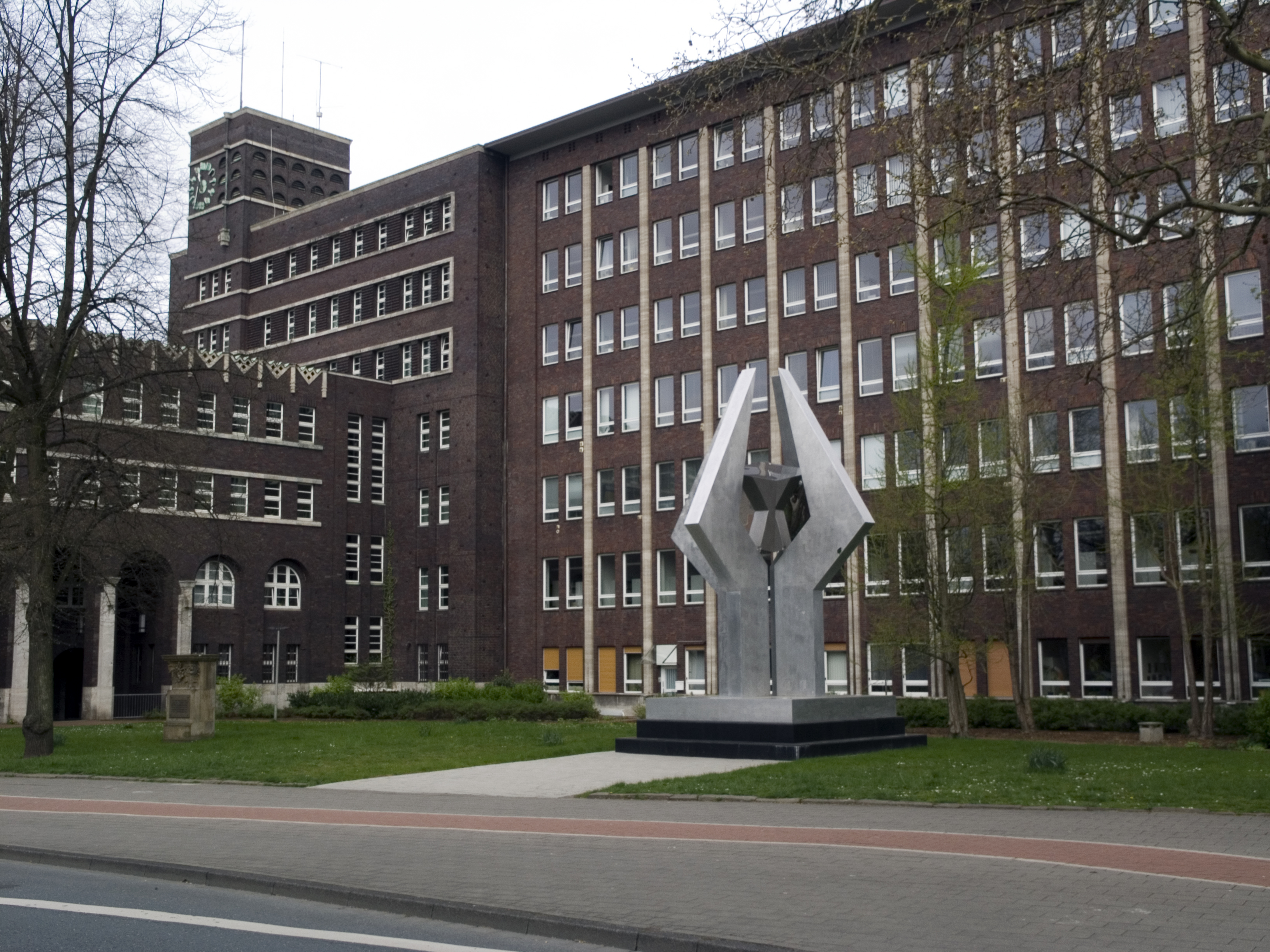
Южный фасад

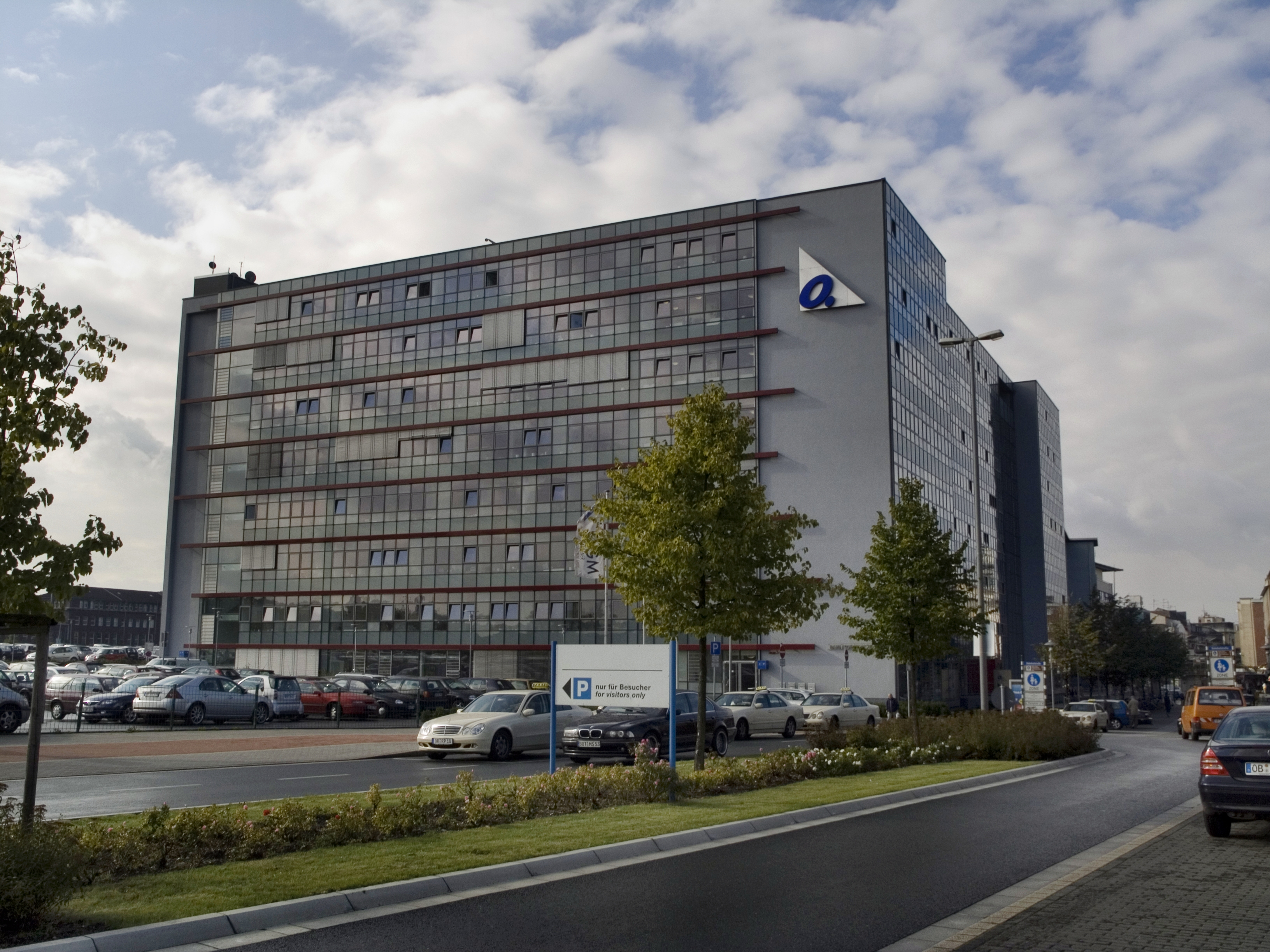
Техническая ратуша в Штеркраде

Тем не менее тогдашний бургомистр города Отто Хавенстайн и его технический заместитель Эдуард Джюнгерих приняли решение о строительстве нового здания, которое было поручено в 1927 году ученику Пюцера Людвигу Фрайтагу. 15 октября 1928 года состоялся праздник по случаю окончания строительства. Работы по внутренней отделке заняли ещё полтора года и 20 мая 1930 состоялось торжественное открытие здания. При этом в новое здание ратуши были перенесены управления не только Оберхаузена, но и вошедших в 1929 году в рамках областной реформы рейнско-вестфальского промышленного региона в состав города районов Штеркраде и Остерфельд.

Новое здание стоит на холме на пересечении улиц Schwartzstraße и Sedanstraße. В народе этот холм носил название "Galgenberg", что в переводе означает "Холм виселиц", так как ранее на нём устанавливался эшафот и постоянно стояла виселица.

Здание построено в смешанном стиле «кирпичного экспрессионизма» и модернизма. Главный западный фасад выходит террасами к парку Grillo, который вместе со зданием ратуши образует единый ансамбль. Декор ризалита главного фасада выполнен из светлого камня. Из такого же камня выполнены две фигуры работы скульптора Адама Антеса. Южный фасад имеет четырехэтажное ответвление с двумя балконами и арочными проходами. Ранее на южном фасаде также имелись две скульптуры работы Леопольда Фляйшхакера, но эти скульптуры погибли во время второй мировой войны и больше не восстанавливались.

Здание серьёзно пострадало в ходе союзнических бомбардировок, но уже в 1946 году было полностью восстановлено, в то время как здание старой ратуши погибло безвозвратно.

В 2000 году часть служб была перенесена в новое здание (т. н. техническая ратуша) в Штеркраде. К 75-летию города Оберхаузен в 2004 году был в прежнем виде восстановлен парк Grillo. Историк искусства и архитектуры Роланд Гюнтер так писал о здании ратуши Оберхаузена:
 «В противоположность обычной архитектуре она (ратуша Оберхаузена) имеет драматическое развитие, которое начинается не со здания, а с парка. Зелень формируется, подбирается к террасам и из всего этого вырастает здание… Друг друга пронизывающие кубы… Расплывчатые белые линии не хотят прекращаться, повторяются, чередуясь друг с другом… Пустая площадь против филигранной текстуры здания. Длинные ленты и короткие элементы. Темные кирпичи против элементов из светлого камня. Пространное против сжатого. Виртуозная драматургия» 
Ратуша Оберхаузена — это тематический пункт регионального проекта «Путь индустриальной культуры» Рурского региона.